# Uracanthus pallens
Uracanthus pallens là một loài bọ cánh cứng trong họ Cerambycidae.